# Fort Lauderdale
Fort Lauderdale is een stad aan de zuidoostkust van de Verenigde Staten gelegen in de staat Florida op circa 37 kilometer ten noorden van Miami en 340 kilometer ten zuiden van Orlando. Fort Lauderdale staat bekend als het "Venetië van Florida" door de kilometers lange waterwegen die door de stad lopen en veelal in verbinding staan met de Atlantische Oceaan. Fort Lauderdale is een populaire vakantiebestemming door een gemiddelde temperatuur van 24,2 °C en circa 3000 zonuren per jaar. De stad is bekend vanwege de vele bars, clubs, restaurants, de partysfeer, winkelcentra, haar parelwitte stranden van in totaal 11 km grenzend aan de Atlantische Oceaan en de vele watersport mogelijkheden. Daarnaast is Fort Lauderdale wekelijks de start voor vele tienduizenden cruisepassagiers van over de hele wereld die vanaf Port Everglades (de haven van Fort Lauderdale) hun cruisevakantie beginnen. Vanaf Port Everglades vertrekken cruiseschepen van verschillende rederijen waaronder Holland-Amerika Lijn naar diverse bestemmingen in het Caribisch gebied, Centraal-Amerika, Mexico en zelfs naar de Westkust van de Verenigde Staten. De stad heeft volgens de volkstelling van 2020 een populatie van 182.760. De stad ligt in Broward County en maakt deel uit van de South Florida metropolitan area met een inwonersaantal van 6.138.333.

## Vliegverbindingen
Vanaf Schiphol zijn er geen rechtstreekse vluchten op Fort Lauderdale-Hollywood International Airport (FLL). De luchtvaartmaatschappij KLM en haar partner Delta Air Lines zijn twee luchtvaartmaatschappijen waarmee vanaf Schiphol via New York JFK International Airport of Hartsfield–Jackson Atlanta International Airport op Fort Lauderdale gevlogen kan worden. De totale reistijd vanaf Amsterdam Schiphol naar Fort Lauderdale inclusief overstap bedraagt tussen de 12 en 15 uur.
Miami International Airport ligt op circa 48 km van Fort Lauderdale en is een uitstekende alternatieve luchthaven om op te vliegen om vervolgens per auto binnen circa een uur Fort Lauderdale te bereiken. Omdat Miami International een grotere luchthaven is dan Fort Lauderdale-Hollywood International Airport zijn er meer verbindingsmogelijkheden. Zo biedt TUI twee keer per week een semirechtstreekse vlucht vanaf Schiphol (op de heenreis vindt er een tussenstop plaats op Orlando-Sanford), met het Belgische Jetairfly kan er rechtstreeks gevlogen worden vanaf Brussels Airport.

## Demografie
Van de bevolking is 15,3 % ouder dan 65 jaar en bestaat voor 40,3 % uit eenpersoonshuishoudens. De werkloosheid bedraagt 4,7 % (cijfers volkstelling 2000).
Ongeveer 9,5 % van de bevolking van Fort Lauderdale bestaat uit hispanics en latino's, 28,9 % is van Afrikaanse oorsprong en 1 % van Aziatische oorsprong.
Het aantal inwoners steeg van 148.779 in 1990 naar 152.397 in 2000. In 2013 bedroeg de populatie 172.389. In 2020 steeg het aantal inwoners tot 182.760.

## Klimaat
In januari is de gemiddelde temperatuur 19,6 °C, in juli is dat 28,1 °C. Jaarlijks valt er gemiddeld 1540,3 mm neerslag (gegevens op basis van de meetperiode 1961-1990).

## Partnersteden
- Gold Coast, Australië (1980)[1]
- Belo Horizonte, Brazilië (2003)[1]
- Venetië, Italië (2007)[1]
- Panama, Panama[1]

## Trivia
De stad heeft als bijnaam Fort Liquordale vanwege de vele bars, clubs en de partysfeer.
De stad Vice City in de Grand Theft Auto-serie is ook gebaseerd op deze stad.

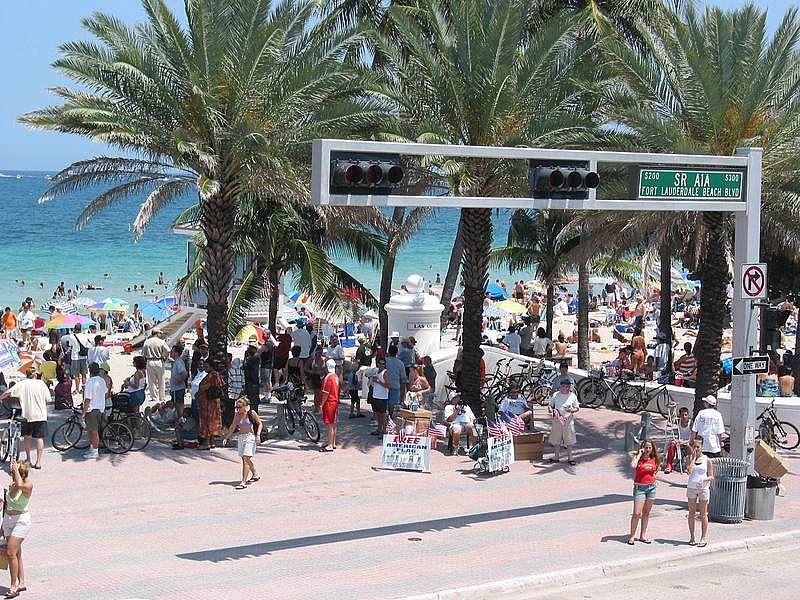
Fort Lauderdale Beach

## Bekende inwoners van Fort Lauderdale

### Geboren
- Archie Shepp (1937), jazzmuzikant (zang, saxofoon, piano), componist en literatuur- en theaterwetenschapper
- Chris Evert (1954), tennisspeelster
- L.J. Smith (1958-2025), schrijfster
- Mark Sanford (1960), gouverneur van South Carolina (2003-2011)
- Madonna Wayne Gacy (1964), muzikant
- Angel Boris Reed (1974), actrice
- Amy Dumas (1975), worstelaarster
- Christie Rampone (1975), voetbalster
- Michael Traynor (1975), acteur, filmproducent, filmregisseur en scenarioschrijver
- Justin Bartha (1978), acteur
- Bear McCreary (1979), filmcomponist
- Cory Gibbs (1980), voetballer
- Chris Blais (1981), motorcrosser
- Robby Ginepri (1982), tennisser
- Ben Saunders (1983), mixed martial artsvechter
- Andrew McFarlane (1986), acteur
- Jason Mercier (1986), pokerspeler
- Sofia Carson (1993), zangeres en actrice
- Bailee Madison (1999), actrice
- Logan Sargeant (2000), autocoureur[2]

### Overleden
- Leroy Shield (1893-1962), componist, dirigent en pianist
- Fan Noli (1882-1965), Albanees bisschop, dichter en politicus
- Alba Rosa Viëtor (1889-1979), Italiaans violiste en componist
- Duke Dinsmore (1913-1985), Formule 1-coureur
- Jaco Pastorius (1951-1987), basgitarist
- Julius Boros (1920-1994), golfspeler
- Robert Trent Jones (1906-2000), golfbaanarchitect
- Dave Thomas (1932-2002), eigenaar fastfoodketen
- Arnold Denker (1914-2005), schaakgrootmeester
- Will Eisner (1917-2005), comicsschrijver
- Jess Weiss (onbekend-2007), anesthesioloog en arts
- Dennis Cole (1940-2009), acteur
- Leslie Nielsen (1926-2010), acteur en komiek van Canadese afkomst
- Edgar Vos (1931-2010), Nederlands modeontwerper
- Sheldon Moldoff (1920-2012), stripmaker
- Herschell Gordon Lewis (1926-2016), filmregisseur, -producent en scenarioschrijver
- David Cassidy (1950-2017), zanger, acteur en gitarist
- XXXTentacion (1998-2018), rapper, zanger en songwriter
- John Paul Stevens (1920-2019), rechter
- David Winters (1939-2019), Amerikaans Brits acteur
- Angela Buxton (1934-2020), Brits tennisspeelster
- Dr. Lonnie Smith (1942-2021), jazzorganist
- Tony Sirico (1942-2022), acteur
- Lou Donaldson (1926-2024), jazzsaxofonist, -componist en orkestleider